# Bad Wurzach
Bad Wurzach is een stad in de Duitse deelstaat Baden-Württemberg, gelegen in het Landkreis Ravensburg. De stad telt 14.782 inwoners. Naburige steden zijn onder andere Bad Waldsee, Isny im Allgäu en Leutkirch im Allgäu.

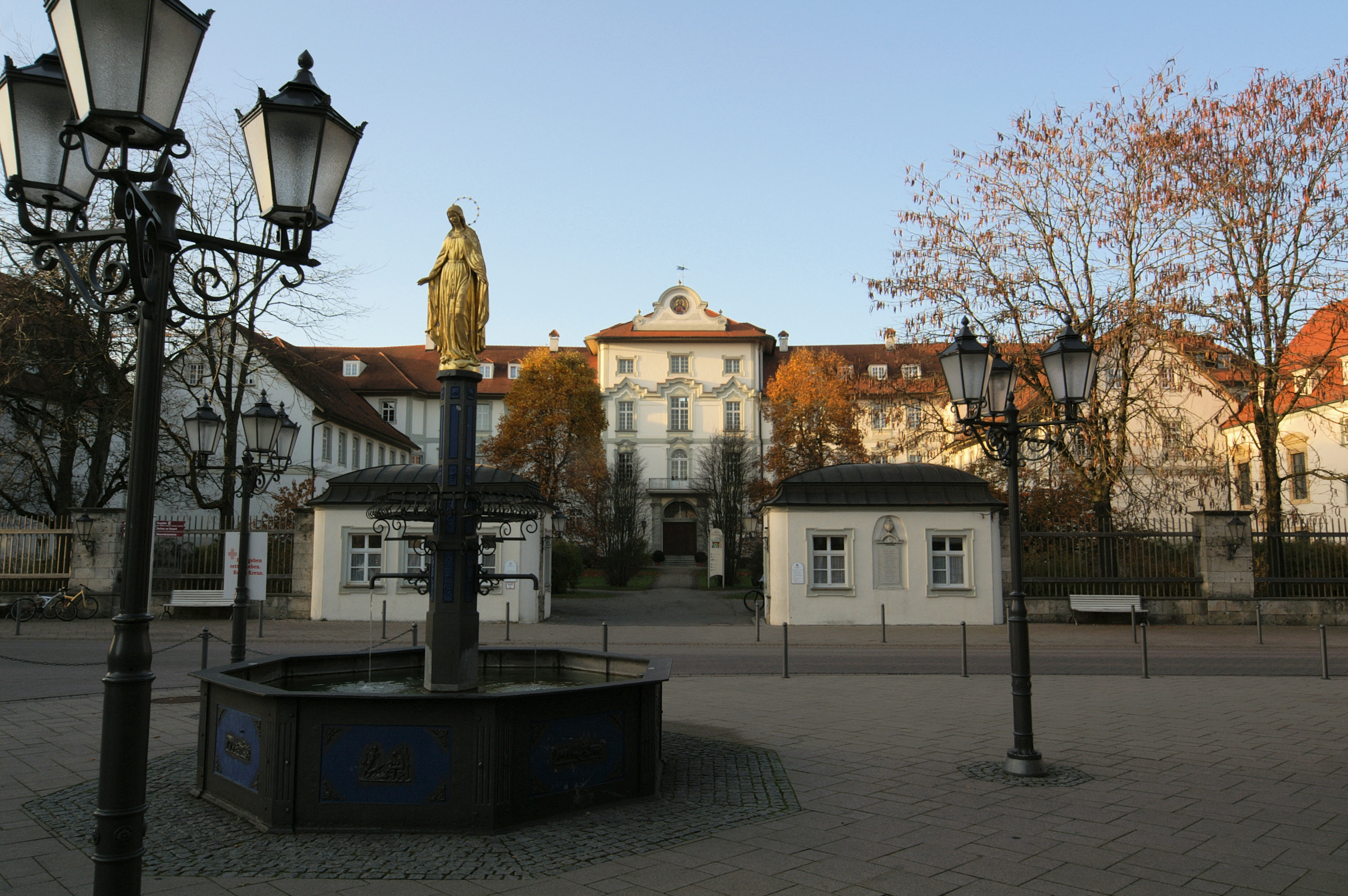
Het kasteel en de stadsbron van Bad Wurzach in de herfst

## Geboren
- Franz Xaver Schnizer (1740–1785), componist en organist
- Sepp Mahler (1901–1975), schilder
- Sebastian Kerk (17 april 1994), voetballer

Achberg ·
Aichstetten ·
Aitrach ·
Altshausen ·
Amtzell ·
Argenbühl ·
Aulendorf ·
Bad Waldsee ·
Bad Wurzach ·
Baienfurt ·
Baindt ·
Berg ·
Bergatreute ·
Bodnegg ·
Boms ·
Ebenweiler ·
Ebersbach-Musbach ·
Eichstegen ·
Fleischwangen ·
Fronreute ·
Grünkraut ·
Guggenhausen ·
Horgenzell ·
Hoßkirch ·
Isny im Allgäu ·
Kißlegg ·
Königseggwald ·
Leutkirch im Allgäu ·
Ravensburg ·
Riedhausen ·
Schlier ·
Unterwaldhausen ·
Vogt ·
Waldburg ·
Wangen im Allgäu ·
Weingarten ·
Wilhelmsdorf ·
Wolfegg ·
Wolpertswende